# La Salce
La Salze (La Salce en castellano, Las Haces popularmente denominado) era una localidad española actualmente abandonada y desaparecida, perteneciente al municipio de Villahermosa del Campo, en la provincia de Teruel, Comunidad Autónoma de Aragón.

## Historia
Existe constancia de la existencia de La Salze en la Concordia entre la Casa de Ganaderos de Zaragoza y la Comunidad de Aldeas de Daroca de 1560, dónde los representantes de Villahermosa del Campo hablan de que poseen tres dehesas, entre ellas la dehesa de la pardina de la Salze. Dada su situación la aldea de la Salze o La Salce pertenecería a la Sesma de Trasierra de la Comunidad de Aldeas de Daroca.
Podemos encontrar coincidencias de algunos topónimos actuales con algunos de los enumerados en la descripción de la dehesa de la Salze realizada en 1560 , tales como la Revollosa o el Horcajuelo, que aunque situados en el término de Lanzuela, limitan con Villahermosa.
Estos parajes se encuentran cercanos a la ermita de San Jorge o San Miguel, donde según la tradición trasmitida de generación en generación por los vecinos de Villahermosa se localizaría un antiguo poblado que quedaría abandonado a causa de una epidemia. Las prospecciones arqueológicas realizadas en torno a este templo no han encontrado restos que confirmen esta información , pero debemos señalar que la ermita se sitúa en el centro de un paraje denominado como La Sace , que sin duda es una derivación del nombre de La Salce, en el citado documento de 1560 la pardina aparece nombrada de las dos formas, como La Salce y como La Saze.
La primera noticia que tenemos de este lugar sería de 1205, en esa fecha el Obispo Castrocol adjudicaba las rentas de La Salze a la iglesia de San Pedro de Daroca , posteriormente en 1260 aparecería de nuevo en la bula de confirmación de las iglesias pertenecientes al Obispado de Zaragoza. A partir de ese momento las noticias que encontramos sobre él son pocas y dispersa. Tenemos constancia de que en 1349 el vicario del lugar, Stephanus Palmero, fallecería y sería sustituido por Iohanes de Alagone; durante los años 1348 a 1350 el número de vicarios y clérigos fallecidos en la comarca sería altísimo, lo que Pilar Pueyo atribuye a los efectos de la Peste Negra; por lo que la epidemia podría haber afectado a la Salze, aunque esta no llegaría a desaparecer en ese momento puesto que en 1373 la población contaría con 18 moravedíes , un número de población todavía considerable.
De igual modo sabemos que unos pocos años más tarde en 1390 algunas tierras y bienes ubicados en este pueblo pasarían a manos de la iglesia de Santa María de Daroca, por donación testamentaria de Juan Morell, prior de esa iglesia. Ya en siglo XV conocemos que en la localidad residía un tal Jimeno Aznar, sabio en derecho, que debió tener cierta relevancia tanto en la localidad como dentro de la administración de la Comunidad de Aldeas de Daroca, ya que en 1401,1402, 1403, sería abogado de esta, y en 1414 además de abogado sería el obrero de las murallas de Daroca; en 1411 y 1412 este mismo personaje recibiría un dinero de la Comunidad por mantener un caballo y armas a su servicio ; otro vecino que mantendría su caballo y armas al servicio de esta institución sería Domingo García. También tenemos constancia por un documento de pago de que en 1411 el lugar recibiría de la Comunidad de Aldeas de Daroca 100 sueldos por “medio quartón” , pero el albarán no aporta más información.
Más esclarecedores serían sin embargo los albaranes otorgados por el concejo de La Salze a la Comunidad en 1431 y 1436 , y que nos indican que su situación en ese momento era como poco delicada, puesto que esta debería ayudarle económicamente porque había perdido vecinos y no podía pagar la pecha. Aunque todavía aparece en un documento de 1442 en el que se establecían las dietas correspondientes al Justicia de Daroca, es lógico pensar que dada las circunstancias en que se encontraba la población desaparecería en pocos años.
La siguiente noticia que tenemos sería de 1560 cuando ya se había convertido en pardina de la Comunidad de Aldeas de Daroca y estaba encomendada a Villahermosa del Campo. Según los libros de cuentas de la Corporación, durante los siglos XVII y XVIII la pardina de La Salz, La Salze o de la Salce estaría arrendada a Villahermosa del Campo que pagaba 340 sueldos anuales a la Comunidad por ella, y así permanecería seguramente hasta el siglo XIX cuando esta institución desapareció. 
Por otra parte debemos indicar que Julián Ortega tiene la teoría de que Villahermosa sería la sustituta de las aldeas de La Salce y Baselga, lugar este último que también aparece citado en el reparto de rentas de 1205 del Obispo Castrocol y en la Bula de Alejandro IV de 1260, pero lo cierto es que La Salce estaría todavía habitada cuando empezamos a encontrar menciones escritas a Villahermosa.